# Alforja

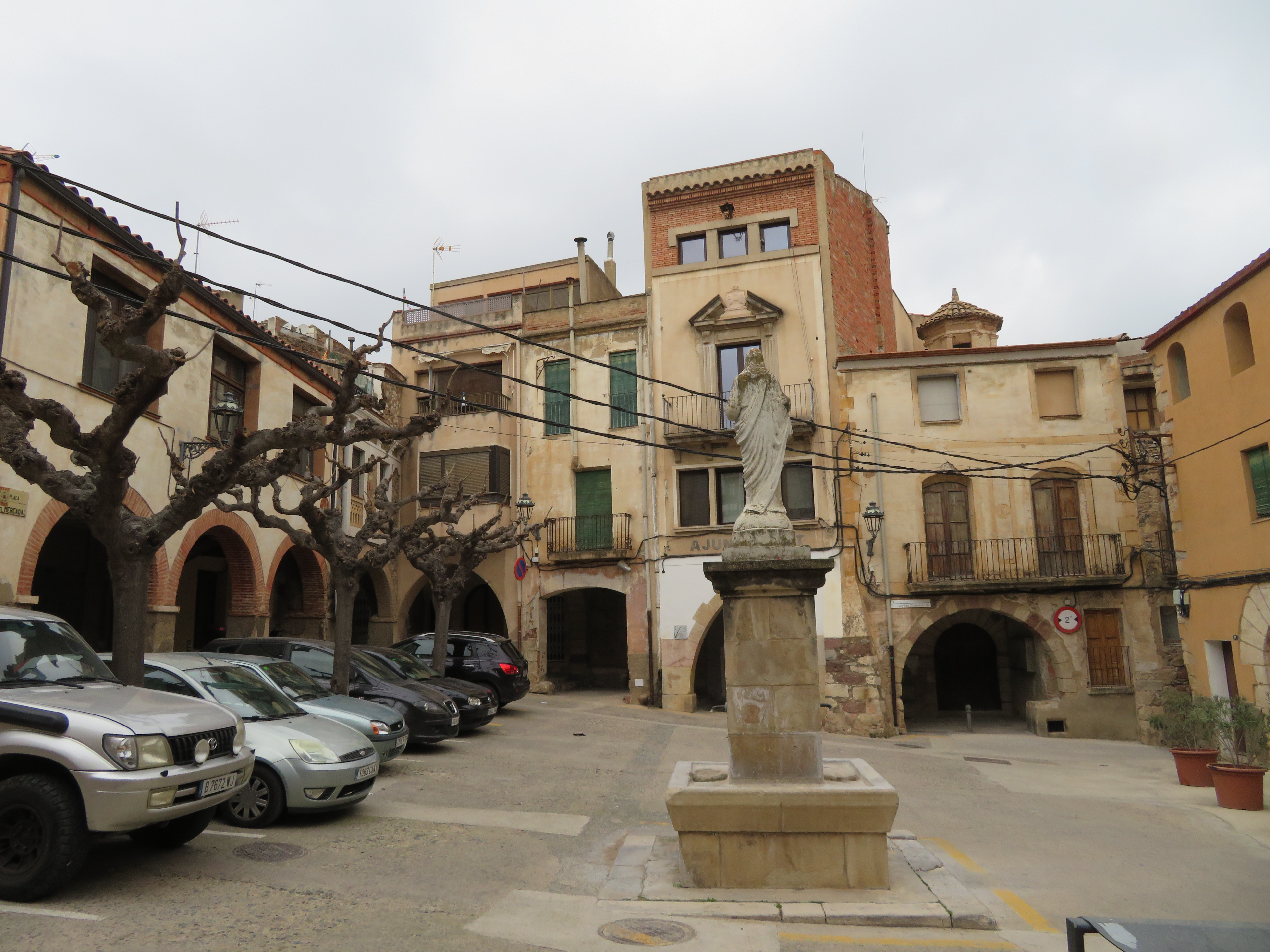
Alforja

Alforja là một đô thị trong comarca Baix Camp, tỉnh Tarragona, cộng đồng tự trị Catalonia, Tây Ban Nha. Dân số xấp cỉ 1.400 người.

## Liên kết ngoài

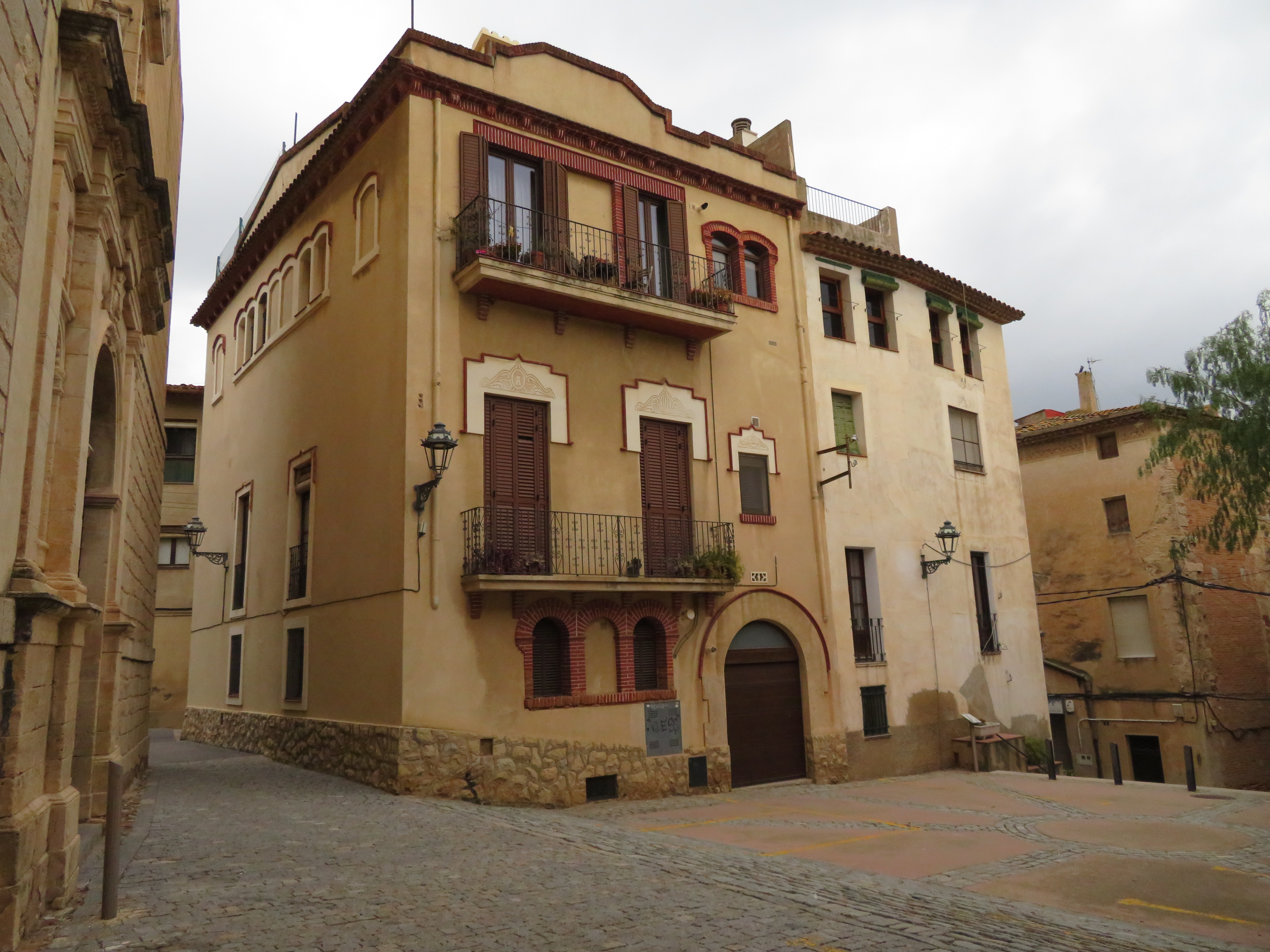
Alforja